# Дебе, Жан-Батист Жозеф (старший)
Жан-Батист Жозеф Дебе-отец или Дебе-старший (фр. Jean Baptiste Joseph De Bay père; 16 октября 1779, Мехелен, Австрийские Нидерланды — 14 июня 1863, Париж) — французский скульптор бельгийского происхождения. Отец скульптора Жана-Батиста Жозефа Дебе-сына (Дебе-младшего; 1802—1862) и художника и скульптора Огюста Иасента Дебе (1804—1865).

## Биография
Родился в городе Мехелене (ныне — Бельгия, в то время — Австрийские Нидерланды). 
Обучался сперва живописи — у родственника, провинциального живописца Анри Жозефа Бернара ван ден Ньивенхёйзена (1756—1817), а затем, после переезда во Францию, скульптуре — у скульптора Антуана Дени Шоде. 
Забросив занятия живописью, Дебе целиком посвятил себя скульптуре. Живя во Франции, он в течение нескольких десятков лет плодотворно работал и выполнил ряд значительных заказов. 
Среди наиболее заметных работ Дебе-отца: десять статуй на фасаде Биржи в городе Нанте, конный памятник Людовику XIV в Монпелье, статуи: Перикла в саду Тюильри в Париже, майордома Карла Мартелла в Версале и министра Кольбера в парижском Люксембургском саду. 
Другие скульптуры работы Дебе сегодня можно увидеть в музеях изящных искусств Нанта, Анжера и Бордо. 
Помимо сыновей, у Дебе-старшего было ещё несколько учеников, в том числе, Жан-Батист Барре. Однако, сыновья остались его наиболее известными последователями.
При этом, поскольку Дебе-отец и Дебе-сын многие годы работали одновременно и выполняли схожие заказы, в источниках существует некоторая путаница касательно того, какая из работ кем из них была выполнена. 

## Галерея

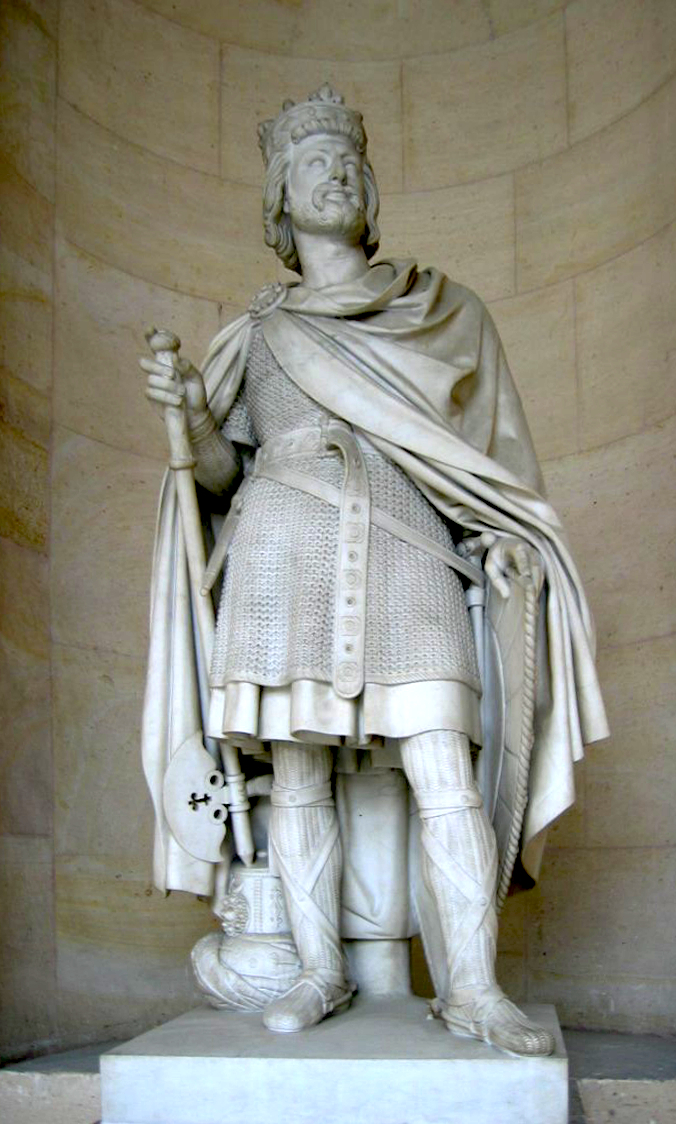
Статуя майордома Карла Мартелла, Версаль.
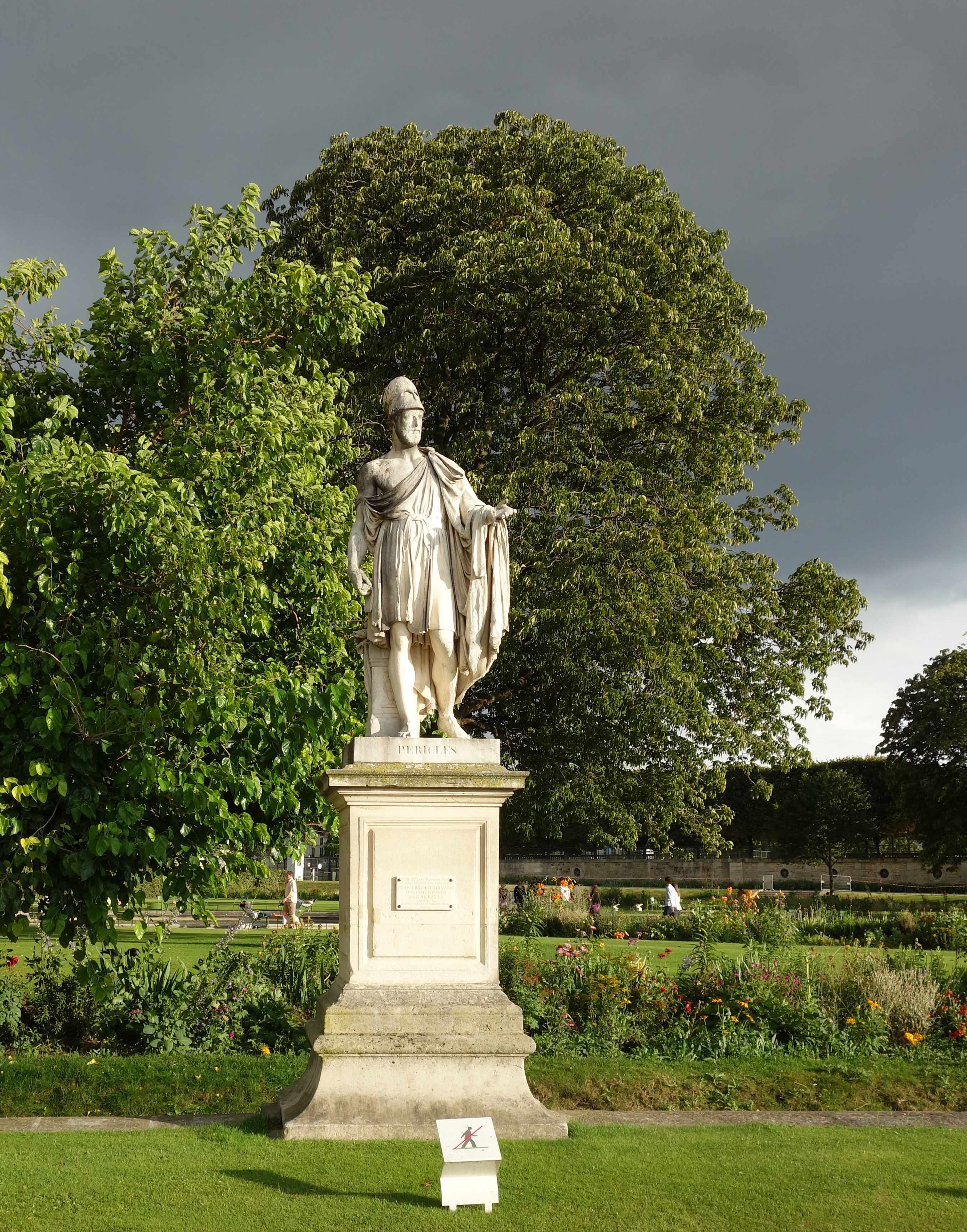
Статуя Перикла, сад Тюильри, Париж.
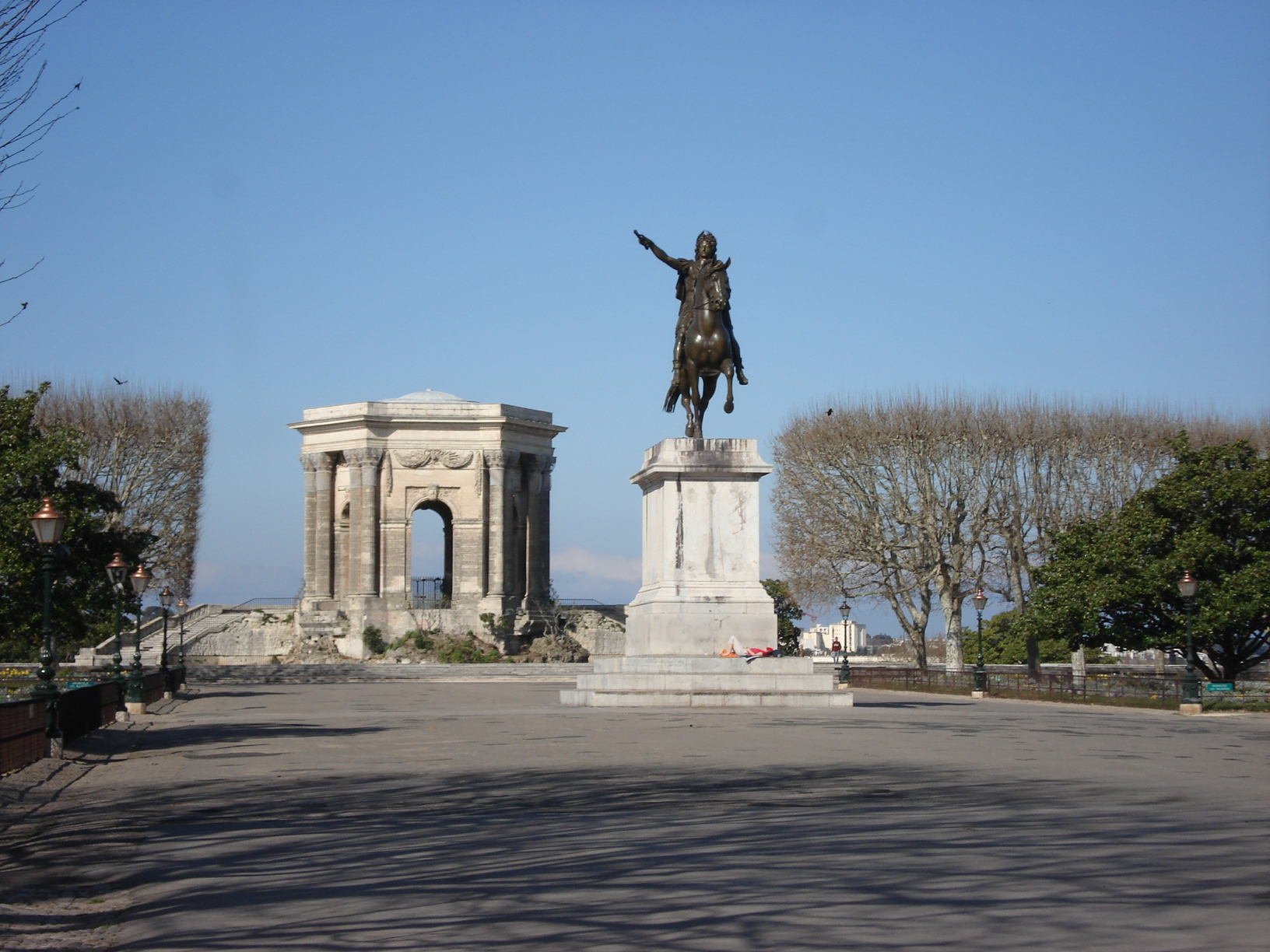
Памятник Людовику XIV, Монпелье.
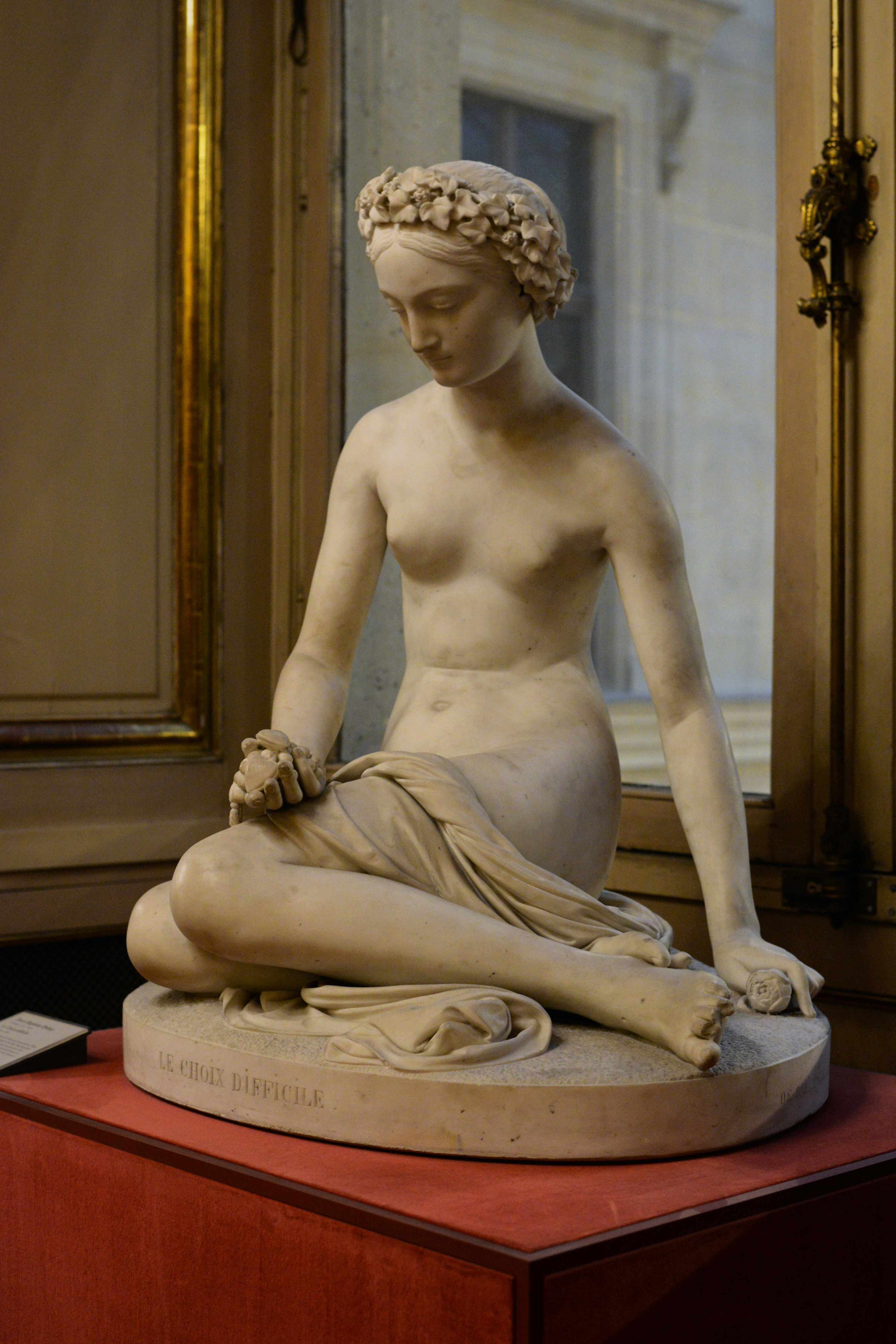
«Трудный выбор», Лувр.
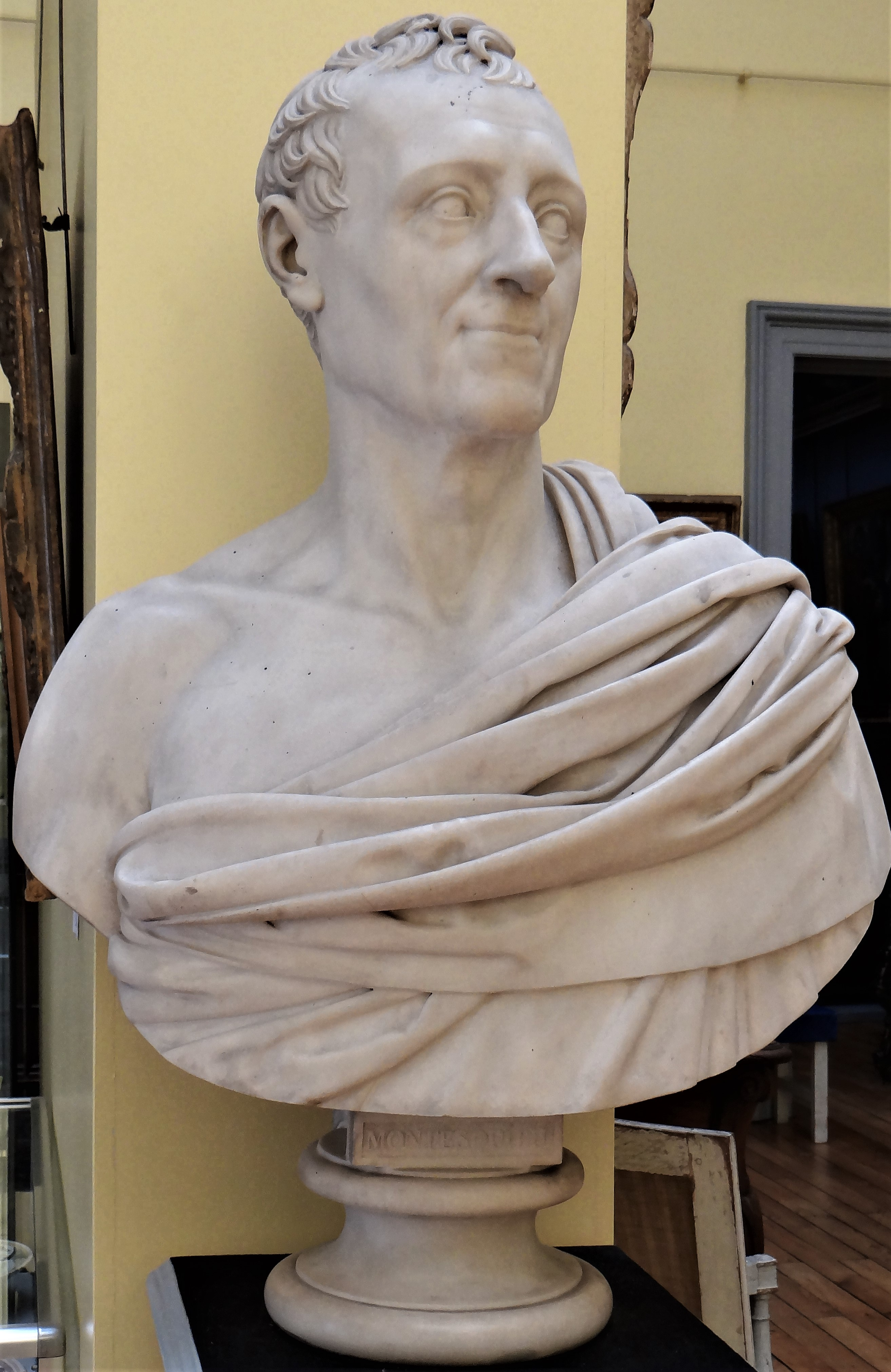
Бюст философа Шарля Луи де Монтескьё. Музей искусства и археологии (Перигор).
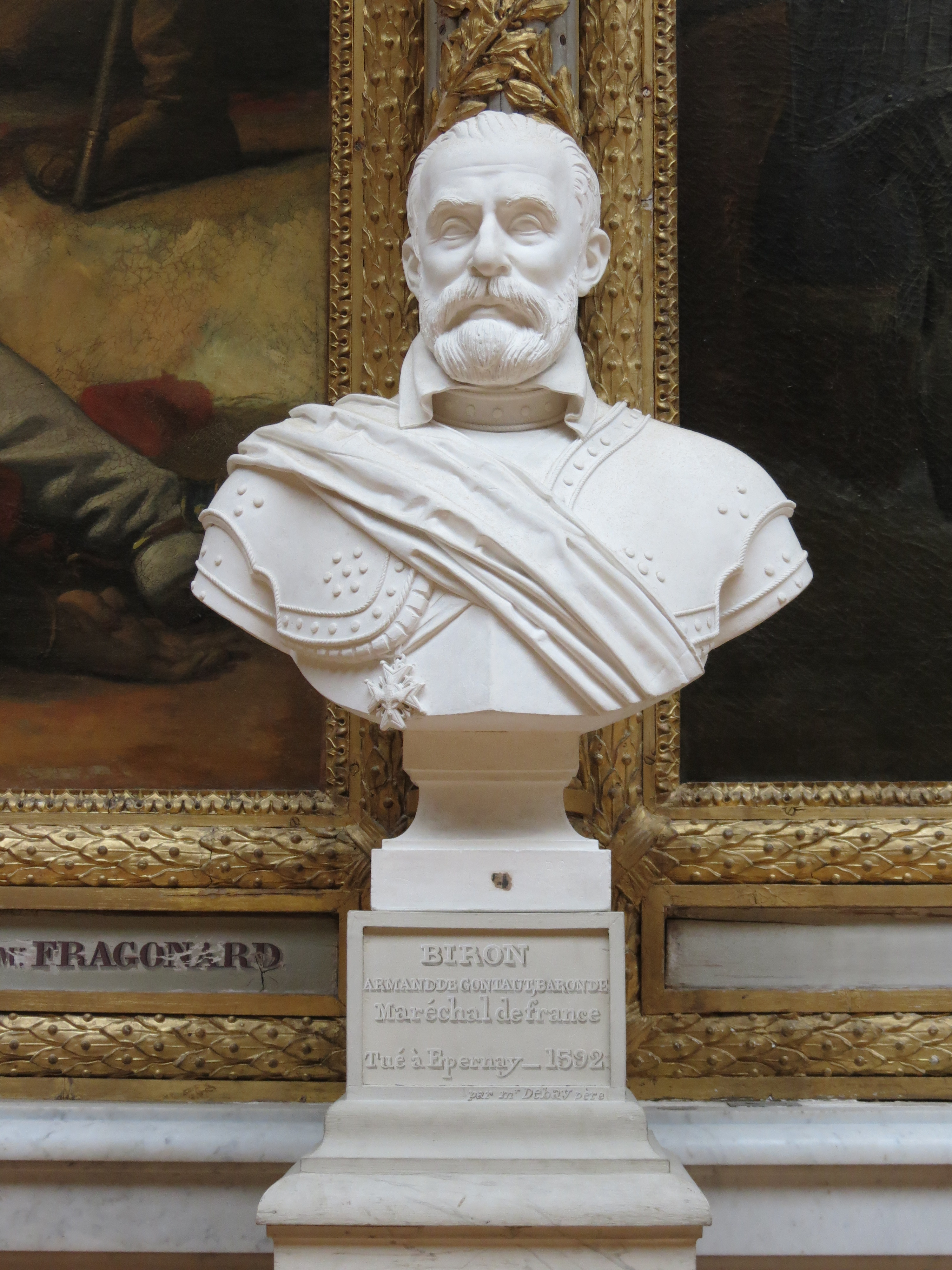
Бюст маршала Франции Армана I де Гонто-Бирона (1524—1592), Версаль.
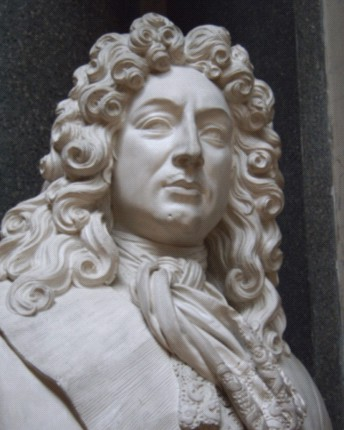
Бюст генерал-лейтенанта Жана-Батиста де Кассанье (ум. 1692), Версаль.
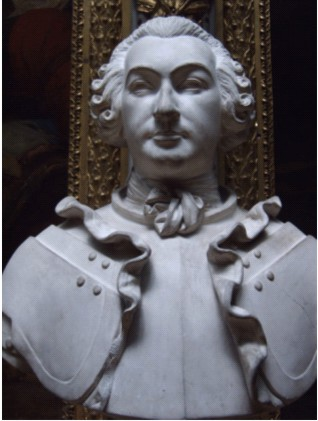
Бюст генерал-лейтенанта маркиза Пьера Франсуа Ружа (1702–1761), Версаль.
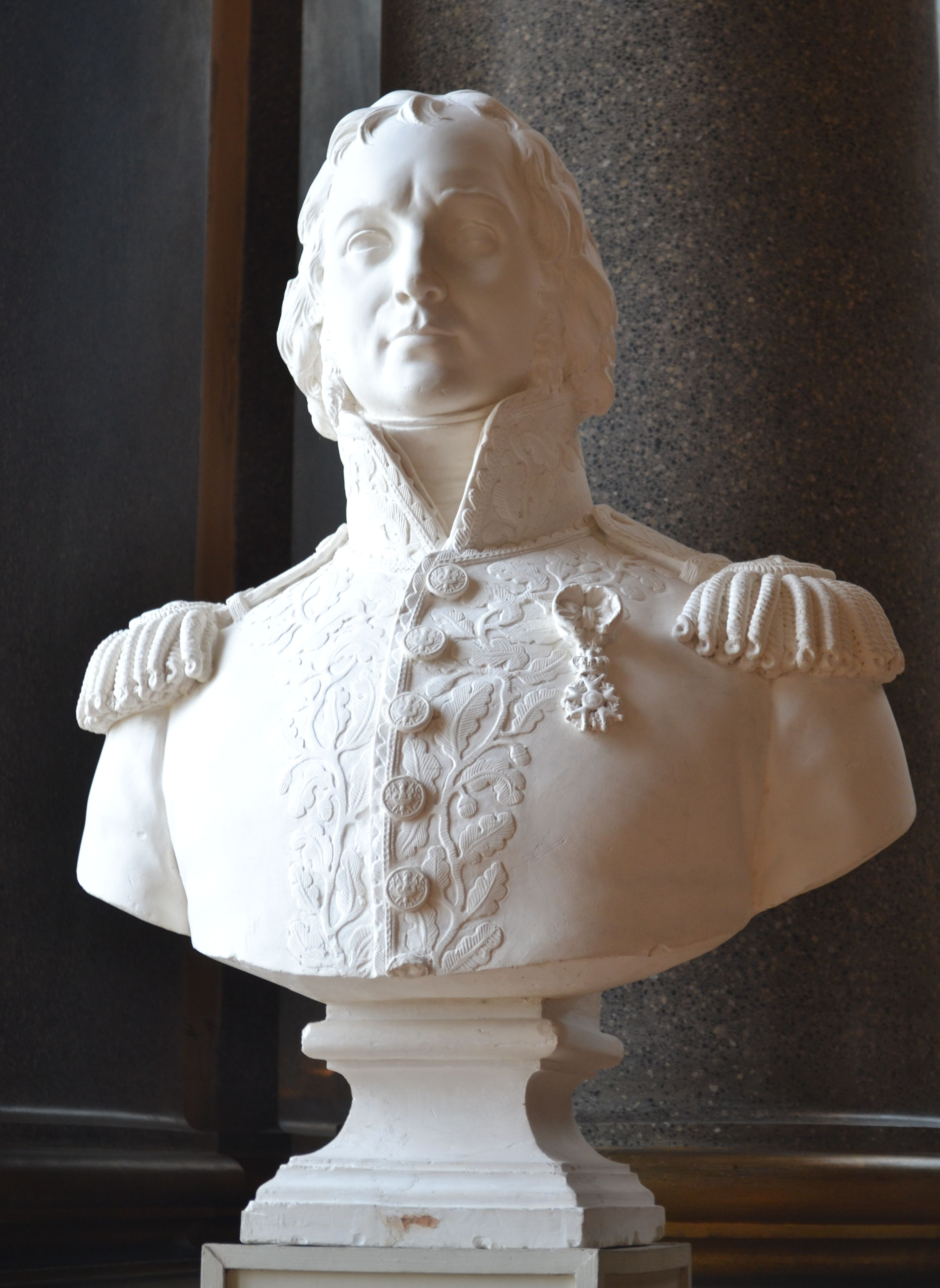
Бюст бригадного генерала Жана Луи Дебийи (1763—1806), Версаль.
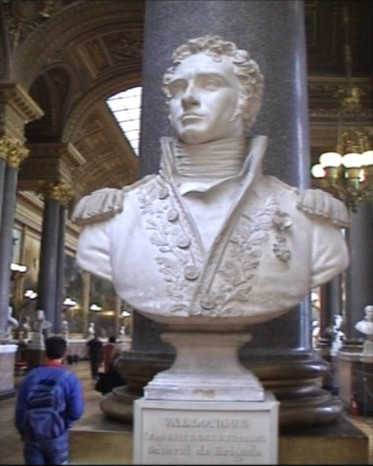
Бюст бригадного генерала Жозефа Паскаля-Валлонга (1763—1806), Версаль.